# Indorana
Indorana es un género extinto de lisanfibio que existió en lo que ahora es India durante principios del Eoceno. La especie tipo y única conocida es Indorana prasadi.
El nombre del género proviene del latín Indo- ("India") y rana, mientras que el nombre de la especie es en homenaje al paleontólogo indio Guntupalli V.R. Prasad.